# 1970-es Formula–1 világbajnokság
Az 1970-es Formula–1-es szezon volt a 21. FIA Formula–1 világbajnoki szezon. 1970. március 7-étől október 25-éig tartott.
A Lotus bemutatta az ék alakú 72-es modellt, amellyel Jochen Rindt posztumusz világbajnok lett, miután az olasz nagydíjon az edzésen életét vesztette. Bruce McLaren meghalt CanAm-kocsija tesztelése közben. A tragikus szezon harmadik áldozata Piers Courage. Jack Brabham visszavonult, a Tyrrell bemutatta első, saját építésű versenyautóját.

## A szezon menete
Az évad előtt a résztvevők körében számos változás történt. Max Mosley, Robin Herd, Alan Rees és Graham Coaker megalapította a March Engineeringet, jelentős szponzorra találtak az STP olajcég személyében. Versenyzőnek Chris Amont (a Ferraritól) és Jo Siffertet (a Rob Walker Racingtől) szerződttték le. A Ferrari új versenyzője Jacky Ickx lett. Miután az előző évben a Fiat átvette a csapatot, Enzo Ferrarinak nem kellett a későbbiekben pénzügyi problémákkal szembenéznie. Pedro Rodríguez úgy döntött, visszatér a BRM-hez, amelynek a Yardley kozmetikai cég lett a főszponzora. John Surtees távozott a BRM-től, hogy saját csapatot alapítson, azonban az év elején még egy McLarennel versenyzett. Jack Brabham megépítette első önhordó karosszériás versenyautóját: a Brabham BT33-ast. Csapattársa Rolf Stommelen lett. A Lotus az új 72-es modellen dolgozott, de az évet a régi 49-essel kezdték, Jochen Rindt és John Miles versenyzőkkel. Graham Hill felépült az előző évi balesetéből, a Rob Walker Racing csapat versenyzője lett. A McLaren versenyzője továbbra is Denny Hulme és Bruce McLaren maradt, míg Ken Tyrrell megszakította együttműködését a Matrával a francia cég V12-es motorjai miatt. A Tyrrell a March partnere lett, az Elf szponzorálásával és a Cosworth DFV motorokkal. A csapat versenyzője Jackie Stewart és Johnny Servoz-Gavin maradt. A Matra saját csapatot indított Jean-Pierre Beltoise-zal és Henri Pescarolóval.

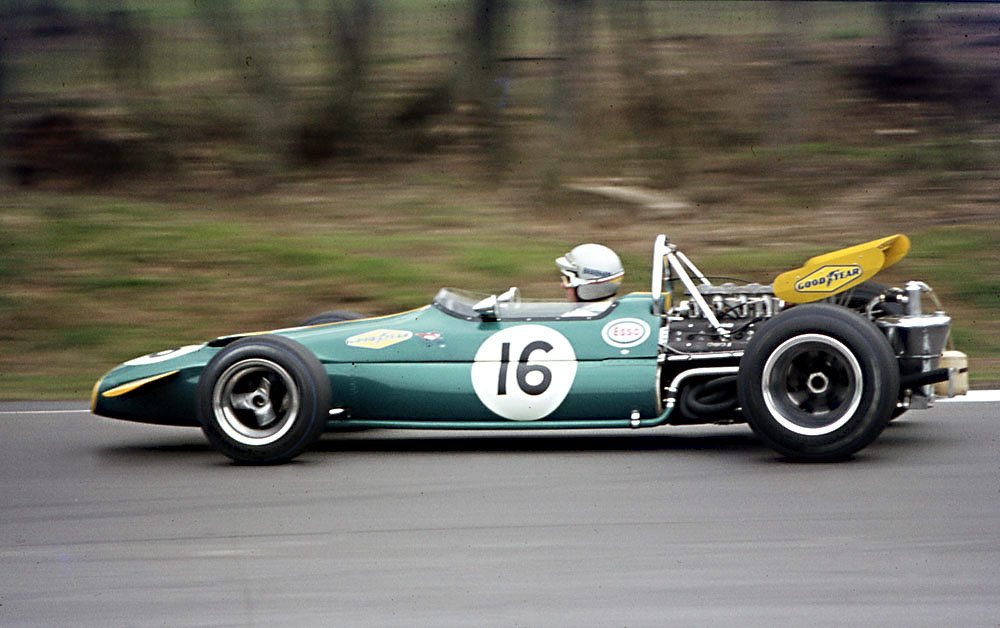
Brabham a Race of Championson, Brands Hatch-ben

Az évadnyitó dél-afrikai nagydíjon egy ötödik March is elindult Mario Andrettivel. A csapat első időmérő edzésén dominált: Stewarté lett a pole a Tyrrell csapattal, míg Amon indult mellőle a gyári Marchcsal. Az első rajtsort Brabham egészítette ki, míg Rindt és Ickx a második soron osztozott. A rajt után Stewart állt az élre, míg Rindt Amonnal harcolt. Az osztrák megcsúszott és Brabhamnek ütközött. Az ausztrált emiatt Ickx, Beltoise, Jackie Oliver és McLaren is megelőzte, míg Rindt és Amon a mezőny végére került. Brabham a 6. körig mind a négy előtte haladó versenyzőt megelőzte, majd a 20. körben Stewart megelőzésével az élre állt. 18 körrel később Hulme (aki harmadiknak jött fel), szintén megelőzte Stewartot. A sorrend már nem változott a leintésig. Beltoise negyedik lett, miután McLaren, Surtees és Ickx is motorhiba miatt kiesett.
A következő spanyol nagydíj előtti hat hetes szünet során a legtöbb brit csapat részt vett a nem világbajnoki Race of Championson, Brands Hatch-ben. A versenyt Stewart nyerte March-Fordjával. Jaramában John Miles a Lotus új 72-es modelljével nem tudta magát kvalifikálni a versenyre. A pole-t Brabham szerezte meg Hulme és Stewart előtt. A második sorból Beltoise és Rodríguez (az új BRM P153-mal) indult. A rajtnál Jack Oliver BRM-je összeütközött Ickx Ferrarijával, az autók lángra lobbantak, de mindketten ki tudtak szállni, apróbb sérülésekkel. A BRM azonnal behívta Rodríguezt, mivel Oliver tengelyhibáról számolt be. Stewart vette át a vezetést, és a verseny további részében is vezetve, megszerezte a March első futamgyőzelmét, mindössze a márka második versenyén. Hulme a második helyen haladt, de gyújtáshibával kiállt, Brabham vette át helyezését. Az ausztrált megelőzte Beltoise, de miután motorhiba miatt kiesett, Brabham ismét a másodikként haladt. Két körrel később Pescarolo Matrájában is tönkrement a motor, a harmadik hely Surteesé, de az angol váltóhiba miatt kiesett. Miután Brabham is kiesett motorhiba miatt, a második helyet McLaren szerezte meg a harmadik helyen célba érő Andretti (March) előtt.

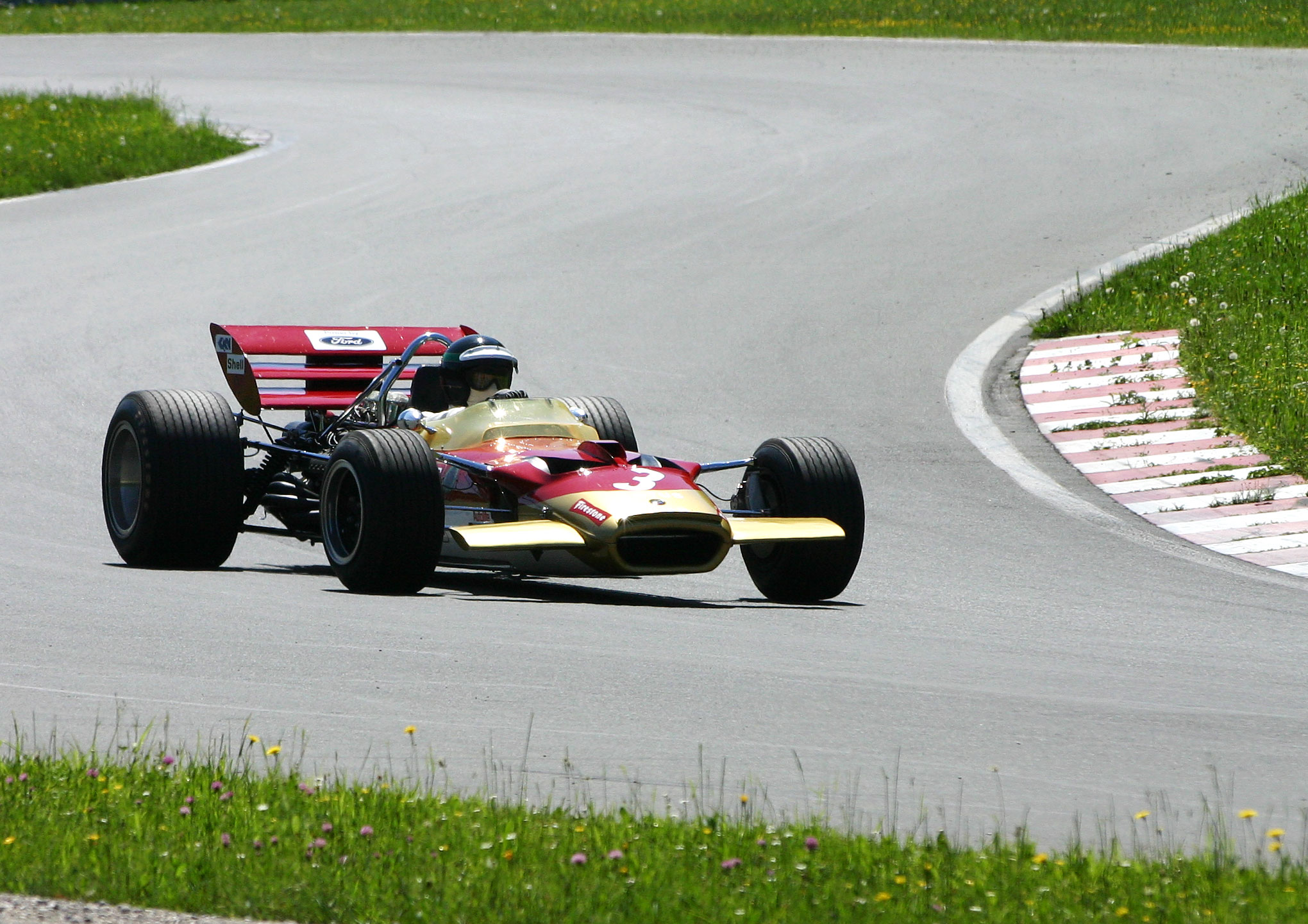
Lotus 49C

Egy héttel később Amon is szerzett egy győzelmet a Marchnak az International Trophyn, Silverstone-ban. A monacói nagydíj előtt a Lotus elkészült a 72-essel, de úgy döntöttek ragaszkodnak a régi 49-esekhez. Monacóban egy új versenyző: a svéd Ronnie Peterson debütált a mezőnyben egy Marchcsal. Az időmérő edzésen Stewarté lett a pole, mellőle Amon indultaz első sorból. Mögülük Hulme és Brabham indult. Stewart megtartotta a vezetést a rajt után Amon, Brabham, Ickx és Beltoise előtt. A 2. körben Beltoise megelőzte Ickxt, aki a 12. körben kiállt tengelyhiba miatt. Beltoise a 22. körig maradt versenyben, amikor erőátviteli hiba miatt kiesett. Ugyanebben a körben Brabham a második helyre jött fel. Öt körrel később Stewart motorjával probléma akadt, a skót visszaesett a mezőnyben, ezzel Brabham vezetett Amon és Hulme előtt. A McLaren versenyzőjének problémája akadt a váltójával, Rindt és Siffert mögé esett vissza. A 61. körben Amon hátsó tengelytörés miatt esett ki, így Rindt a második helyre jött fel, 9 másodperccel a vezető Brabham mögött. Az osztrák ledolgozta hátrányát az utolsó körre, Brabham az utolsó kanyarban túl későn fékezett és a szalmabáláknak ütközött. A győzelem ezzel Rindté lett, Brabham visszatért a második helyre, míg Pescarolo lett a harmadik. 

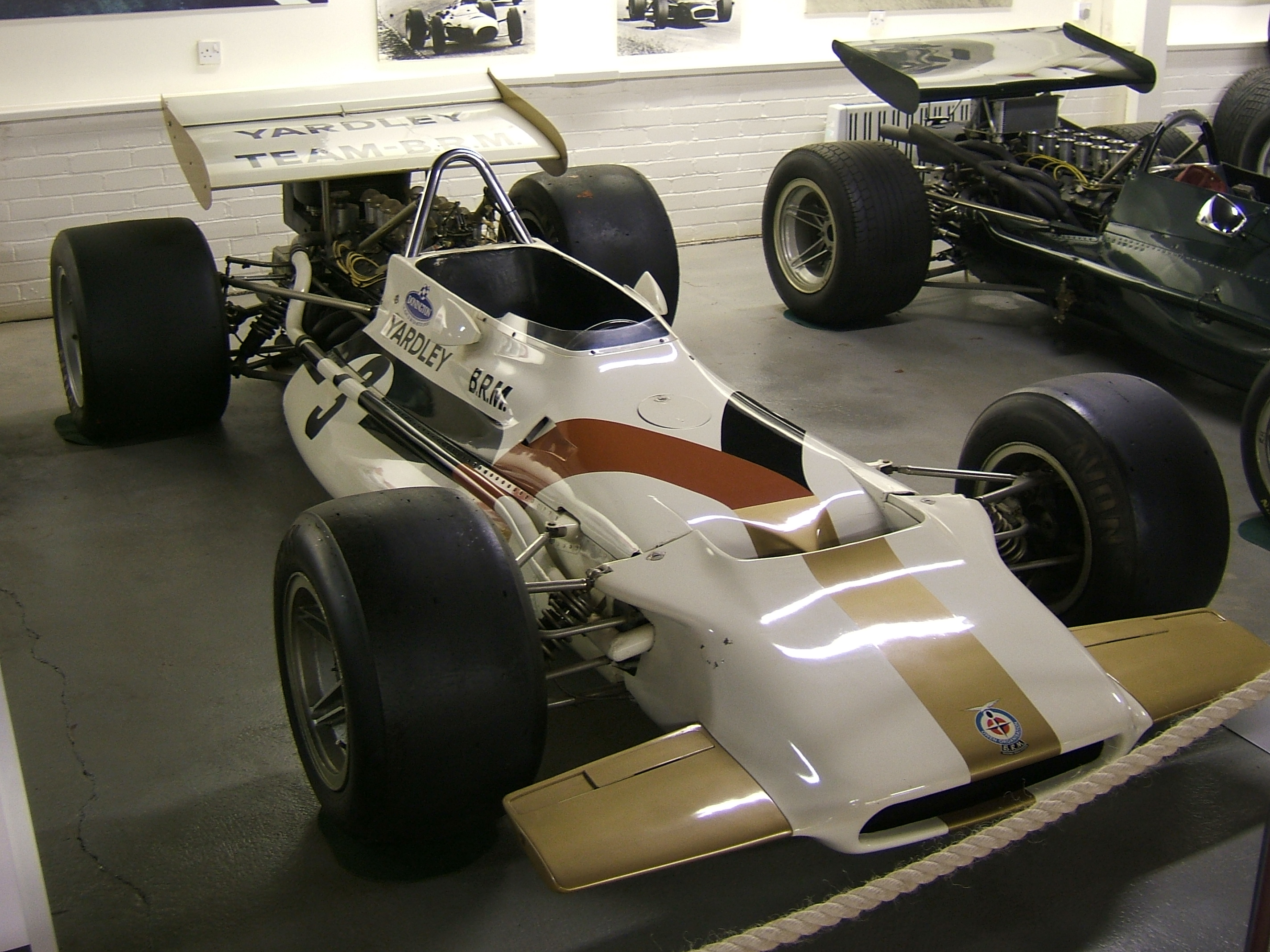
BRM P153

Bár 1969-ben elmaradt a biztonsági problémák miatt, 1970-ben újra megrendezték a belga nagydíjat a biztonságosabbá alakított Spában. Még a nagydíj előtt halálos balesetet szenvedett Bruce McLaren Goodwoodban, amikor egy McLaren CanAm autót tesztelt kedden. Két nappal azelőtt Hulme Indianapolisban súlyos égési sérülést szenvedett kezein. Úgy tervezték, Peter Revson helyettesíti Hulme-ot Belgiumban, de McLaren halála miatt a csapat kihagyta a versenyt. Johnny Servoz-Gavin visszavonult a sportágból látási problémára hivatkozva. A Lotusnál Miles a 72-es, Rindt a 49-es modellel indult a hétvégén, míg a Ferrarinál leigazolták az olasz Ignazio Giuntit Ickx mellé. Az első rajtsorból Stewart, Rindt és Amon indult, mögülük Ickx és Brabham indult. A rajtnál Rindt állt az élre, de Amon és Stewart még az első körben megelőzte az osztrákot. Rodríguez Rindt után a 4. körben megelőzte Stewartot, majd az 5. körben a vezető Amont is. Rindt és Stewart kiesése után Brabham kuplunghiba miatt adta fel a futamot, így a harmadik hely Beltoise-é (Matra) lett. Úgy tűnt, Pescarolo a negyedik helyen végez, de elektromos hiba miatt kiesett az utolsó előtti körben, így a negyedik helyen Giunti végzett a Ferrarival. Rodríguez a Dunlop gumiabroncsok utolsó győzelmét szerezte a sportágban.
A holland nagydíjra a McLaren három új versenyzőt nevezett. Peter Gethin és Dan Gurney mellett Andrea de Adamich is részt vett a nagydíjon, Alfa Romeo motorral. A Lotusnál ezúttal mindkét versenyző megkapta az új 72-est. A Ferrari ismét két versenyzővel nevezett, leszerződtették a svájci Clay Regazzonit. Rindt az új Lotusszal megszerezte az első helyet Stewart és Ickx előtt.
Amon a startnál a rajtrácson maradt, de nem történt baleset. A harmadik körben Rindt az élre állt, majd Oliver Stewart megelőzésével harmadiknak jött fel. Regazzzoni az első körökben megelőzte Beltoise-t, Courage-t és Milest, ezzel a hatodik helyre jött fel. Piers Courage Miles megelőzése után a 23. körben balesetet szenvedett. De Tomasója egy póznának ütközött, felborult. Courage nem tudott kiszabadulni a kigyulladt autóból, 19 napon belül ő volt a második F1-es versenyző, aki meghalt. A verseny folytatódott, Rindt végig az élen maradt. Ickx defektet kapott és visszaesett a mezőnyben, a második helyre így Stewart került. A belga végül visszaküzdötte magát a harmadik helyre, a csapattárs Regazzoni elé. Rindt a Lotus 72-es első győzelmét szerezte meg.

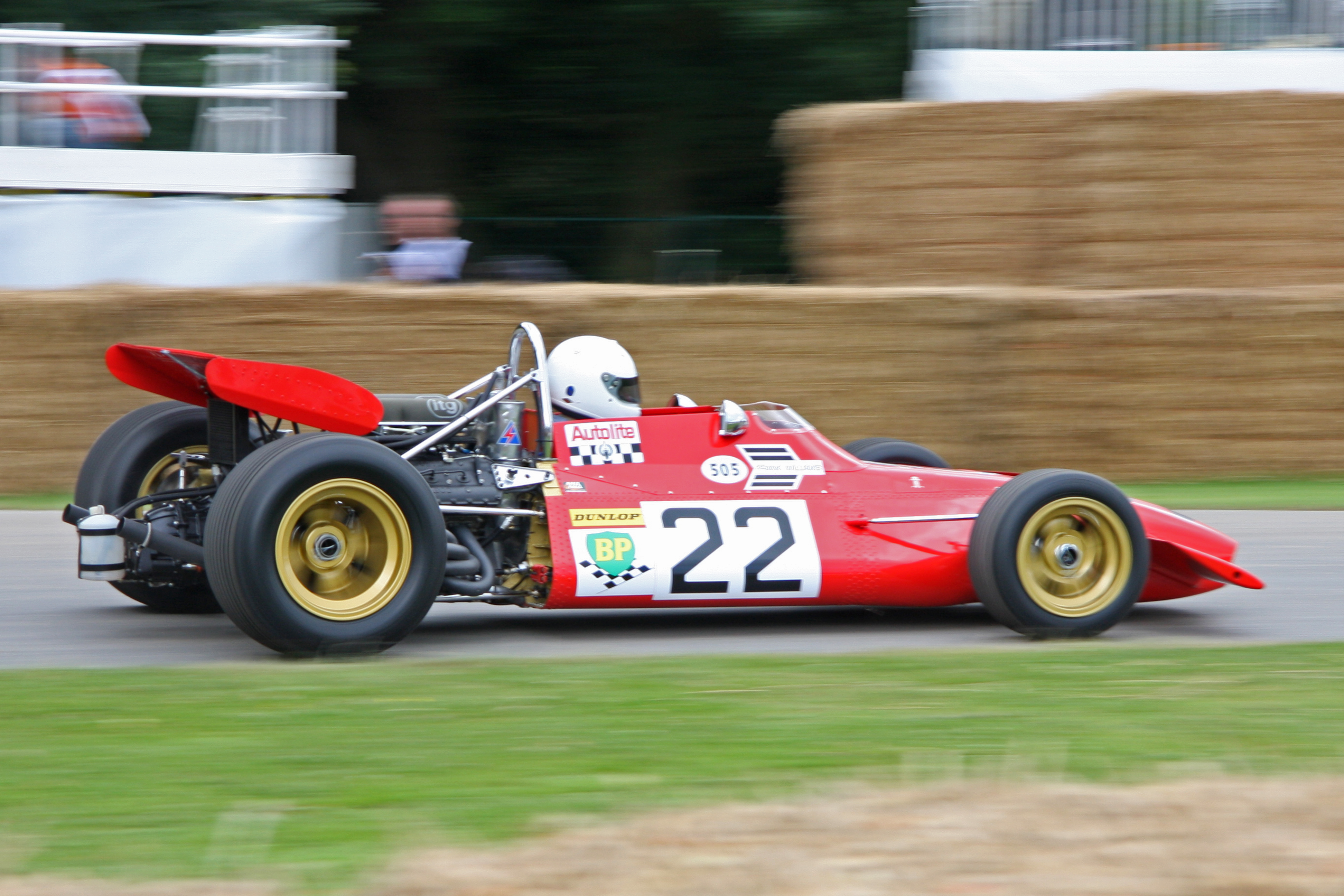
De Tomaso 505

A francia nagydíjat az előző évhez hasonlóan ismét Clermont-Ferrand-ban rendezték. Denny Hulme visszatért a mezőnybe, míg Surtees távol maradt F1-es autójának felkészítése miatt. A Ferrarinál ezúttal Giunti vezette a második autót Ickx mellett. Rindt, aki sosem kedvelte a pályát (a kanyargós, hullámzós pályától rosszul lett), a hatodik helyet szerezte meg, annak ellenére, hogy az edzésen egy kő verődött fel az arcába. A pole-ból Ickx indult Beltoise, Amon, Stewart és Brabham előtt.
A rajtnál Ickx állt az élre. Stewart gyújtási probléma miatt adta fel a futamot, míg Amon Rindt mögé csúszott vissza. A 15. körben a vezető Ickx motorja tönkrement, a vezető pozíció Beltoise-é lett. A 26. körben a francia lassú defektet kapott, így Rindt utolérte és megelőzte, majd győzött is. Amon a második helyen ért célba, Brabham harmadik, Hulme negyedik lett.
A brit nagydíjon Surtees már saját csapatával volt jelen. A Ferrarinál Regazzoni indult a második autóval, míg a Lotus indított egy harmadik autót (egy régi 49-est) a fiatal Emerson Fittipaldival. Rindt elmondta Colin Chapmannek, hogy az év végén visszavonul. Az időmérő edzésen Rindt szerezte meg a pole-t Brabham, Ickx, Oliver és Hulme előtt. A rajt után Ickx vezetett, de a 7. körben a Ferrari az erőátvitel meghibásodása miatt kiesett. Ugyanekkor Rindt megelőzte Brabhamet, így az élre került. Brabham nem adta fel a versenyt, végig az osztrák közelében haladt. Oliver BRM-jének motorja az 55. körben tönkrement, a harmadik helyre Hulme jött fel. A 69. körben Rindt elveszített egy sebességet, Brabham azonnal megelőzte. Úgy tűnt, az ausztrál nyeri a versenyt, de az utolsó körben autójából kifogyott az üzemanyag. Brabham betolta autóját a célba, Rindt pedig 13 másodperces hátrányból utolérte, és győzött. Hulme már messze volt Brabhamtől, akit így a második helyre rangsoroltak.

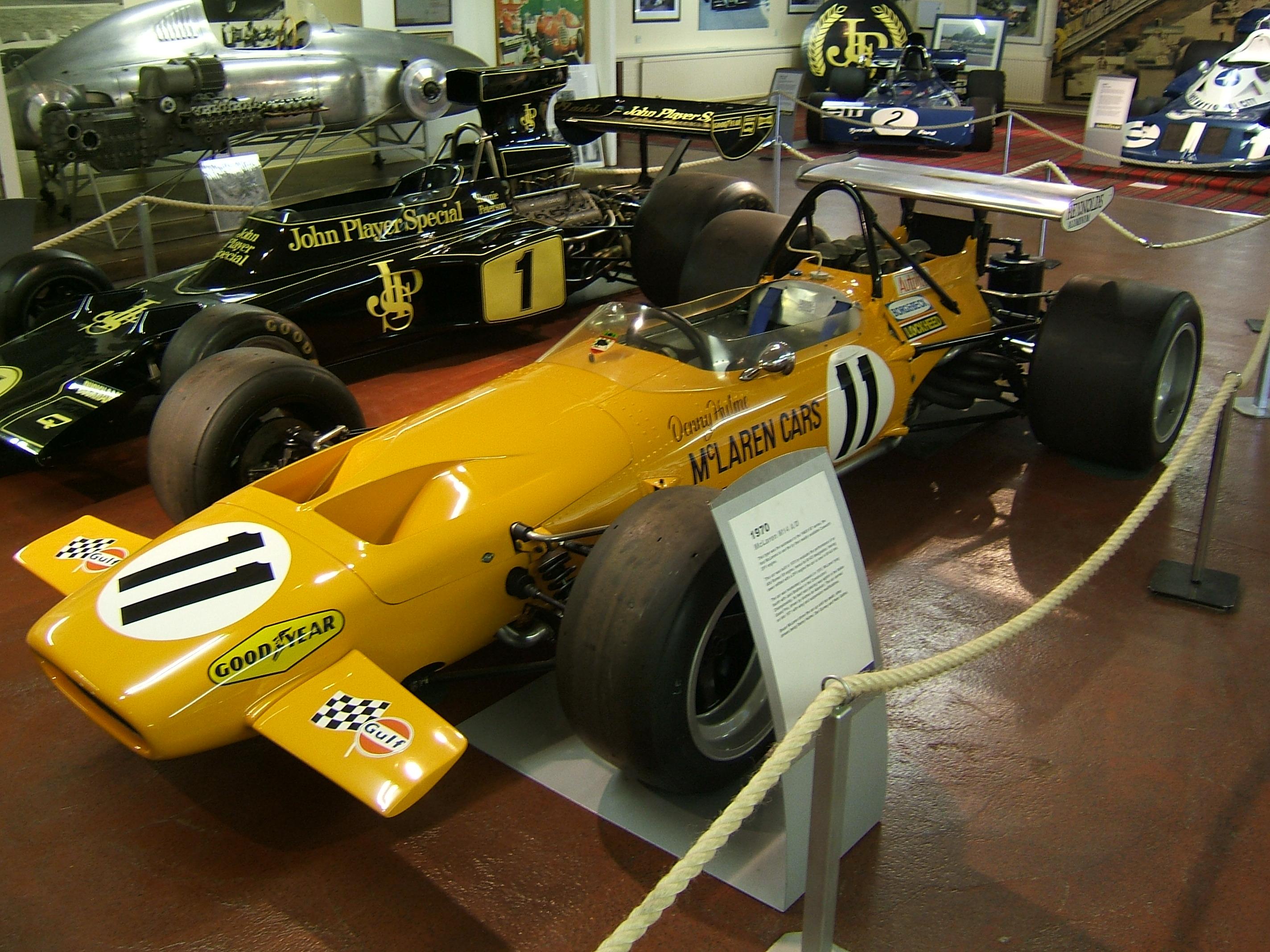
McLaren M14

A GPDA elutasította, hogy a német nagydíjat a Nürburgringen tartsák, mivel a szervezők nem tudták teljesíteni a kívánt biztonsági intézkedéseket. A versenyt így a Hockenheimringen rendezték meg, mivel azon már elvégezték a szükséges munkákat Jim Clark 1968-as halála óta. Gurney véglegesen elhagyta a McLarent és az Egyesült Államokba utazott. A Ferrari egyre gyorsabbá vált az év során, Ickx pedig megszerezte a pole-t Rindt Lotusa, valamint a szintén ferraris Regazzoni előtt. A rajt után a belga megtartotta a vezetést Rindt előtt. Melléjük Siffert, Regazzoni és Amon is csatlakozott, így öten egymás szélárnyékait kihasználva folyamatosan váltották egymást az élen. Siffert kiesése után Regazzoni is feladta a futamot motorhiba, majd öt körrel később Amon hasonló hiba miatt esett ki. Az élen így Rindt és Ickx maradt, végül Rindt ért célba elsőként, 0,7 másodperc előnnyel. Hulme nyolcvan másodperc hátránnyal lett harmadik.
Rindt sorozatban negyedik győzelmével 20 pontos előnyre tett szert, a mezőny pedig hazai versenyére, az osztrák nagydíjra utazott. A versenyt először rendezték meg a gyors kanyarokkal és nagy szintkülönbségekkel rendelkező Österreichringen. Rindt a hazai közönség előtt megszerezte a pole-t Regazzoni, Ickx és Stewart előtt. A rajt után Regazzoni és Ickx került az élre, míg Rindt hamar kiesett motorhiba miatt. A második körben Regazzoni maga elé engedte csapattársát, a verseny további részében is ők domináltak, Ickx-Regazzoni sorrendben a Ferrari kettős győzelmet szerzett. Rolf Stommelen másfél perc hátránnyal harmadikként ért célba, miután Beltoise Matrájával üzemanyag-ellátási gonddal küzdött és lelassult.
Az olasz nagydíj előtt a Tyrrell megépítette saját autóját, a 001-est. Bár Stewart tesztelte az autót pénteken, több mechanikai probléma lépett fel, így Stewart a Marchcsal indult a versenyen. Pénteken Fittipaldi balesetet szenvedett a 72-essel a Parabolicában, autója a fák közé repült, de a brazilnak nem esett baja. Szombat délután ugyanezen a ponton Rindt autója kitört balra, amikor a fékre lépett, és a szalagkorlátnak ütközött. Az osztrák több súlyos sérülést szenvedett, kórházba szállították, de már a megérkezéskor halott volt. Ő volt a harmadik elhunyt versenyző az évben McLaren és Courage után. A Lotus visszavonta összes autóját a nagydíjról. Az időmérő edzésen Ickx autózta a legjobb időt Rodríguez, Regazzoni és Stewart előtt. A rajt után Ickx megtartotta a vezetést, de a negyedik körben Rodríguez és Stewart is megelőzte. A három versenyzőhöz Regazzoni is csatlakozott, így négyen váltották egymást az élen, egymás szélárnyékában autózva. Rodríguez a 13. körben motorhiba miatt esett ki, Ickx a 26. körben, Oliver a 37. körben adta fel a futamot. Regazzoni mindössze ötödik versenyén győzni tudott hat másodperccel Stewart és Beltoise előtt. A verseny után visszafogottan ünnepeltek.

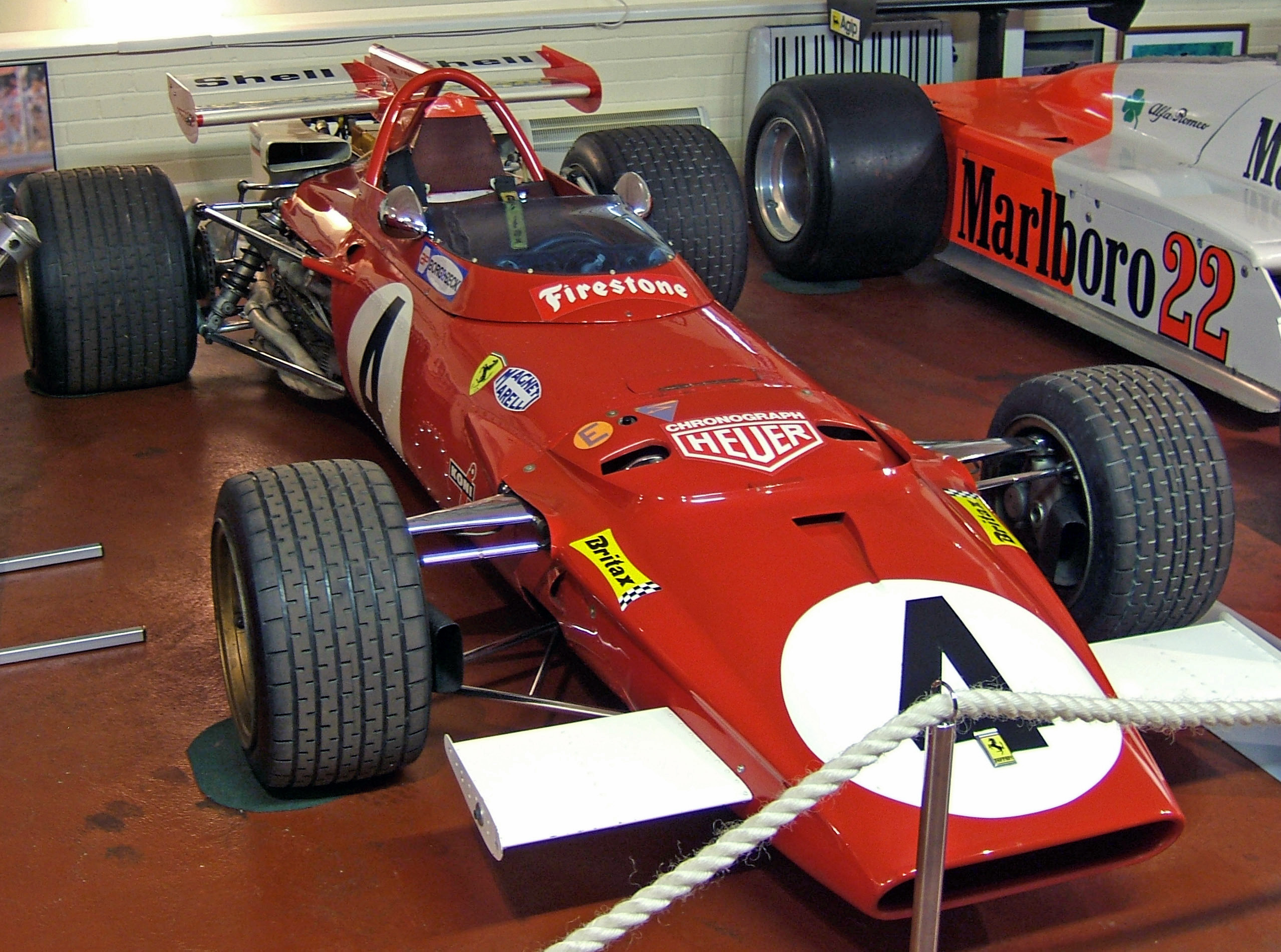
Ferrari 312B

Jochen Rindt halála után a Lotus úgy döntött, nem küldi el autóit a kanadai nagydíjra, a Rob Walker Racing azonban jelen volt az új Lotus 72-essel. Bár a Ferrarik dominálták az előző versenyeket, Stewart szerezte meg a pole-t Ickx előtt az új Tyrrell 001-gyel. Regazzoni a harmadik, míg Stewart csapattársa, François Cevert a negyedik helyről indult. Stewart a rajt után megtartotta a vezetést Ickx előtt, míg Rodríguez a hetedik helyről harmadiknak jött fel, Surtees, Cevert és Regazzoni elé. Stewart egyre nagyobb előnnyel vezetett, bizonyítva, hogy az új Tyrrell versenyképes lesz, de a 32. körben féltengelye meghibásodott és kiesett. Ezután Ickx került az élre, közel egy perccel Regazzoni előtt, aki megelőzte Cevert-t. A harmadik helyen végül Amon ért célba. A Ferrari egy újabb kettős győzelmet szerzett, míg Ickx a bajnokság második helyére jött fel. Mivel a belgának 28 pontja volt Rindt 45 pontjával szemben, győznie kellett az utolsó két futamon.
Watkins Glenben a Lotus visszatért a mezőnybe (Fittipaldival és a svéd Reine Wisell-lel), hogy megvédje Rindt első helyét és a csapat konstruktőri bajnoki címét. A pole-pozícióból Ickx indult Stewart, Fittipaldi és Rodríguez előtt. A vezetés Stewarté lett a rajt után, míg Rodríguez a második helyre jött fel, Ickx és Regazzoni elé. Surtees és Olvier kiesése után a rosszul rajtoló Fittipaldi hatodik volt. A 16. körben Ickx megelőzte Rodríguezt, egy körrel később Regazzoni is a mexikói elé került. 

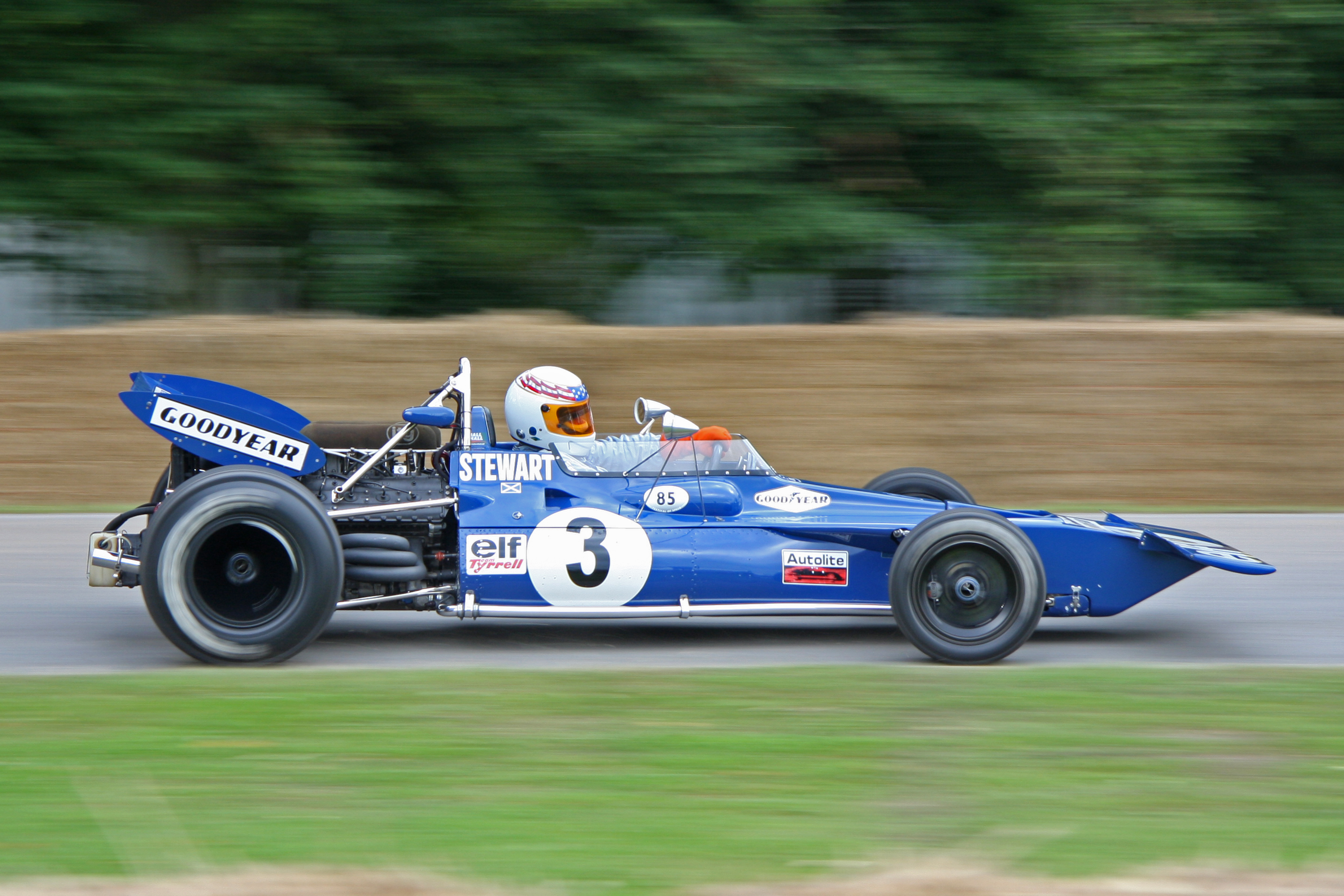
Tyrrell 001

Regazzoni után, a 48. körben Amon is kiállt új gumiért. Ickx az 57. körben a boxba hajtott üzemanyagszivárgás miatt, ezzel elveszítette esélyét a világbajnoki címre. Stewart a 83. körig vezette a versenyt, amikor olajszivárgás miatt kiesett. Ezután Rodríguez vezetett 20 másodperccel Fittipaldi előtt, de a 108 körös verseny 101. körében a BRM-ből kifogyott az üzemanyag, emiatt ki kellett állnia szerelőihez. Fittipaldi első futamgyőzelmét szerezte meg a második helyre visszatérő Rodríguez előtt. Wisell első versenyét a harmadik helyen zárta.
Az évad utolsó versenyét Mexikóvárosban rendezték. Regazzoni szerezte meg a pole-t Stewart előtt. A második rajtsoron Ickx Brabhammel osztozott, aki pénteken jelentette be, hogy visszavonul. A verseny napján rengeteg néző látogatott ki a pályára (200 ezerre becsülték a nézőszámot), a tömeg pedig átszakította a biztonsági korlátokat. A verseny egy óra késéssel indult el. Regazzoni megtartotta a vezetést Stewart előtt, de Ickx hamar az élre állt, míg Regazzoni Stewart mögé csúszott vissza. Stewart kormányoszlopa eltörött, a skót kiállt javításra, ezzel a Ferrarik kerültek az első két helyre. Stewart után Brabham haladt a harmadik helyen, de az 53. körben motorhiba miatt kiállni kényszerült. A harmadik helyre Hulme jött fel. Az utolsó körökben a nézők egyre közelebb mentek a pálya széléhez, majd amikor Ickx elsőként áthaladt a célvonalon, elözönlötték a pályát, így a többi versenyzőnek lassítania kellett a célegyenesben. Ezzel véget ért a Formula–1 egyik legtragikusabb szezonja Mexikóban, ahol senki nem sérült meg.
Jochen Rindt 45 ponttal halála után lett világbajnok Jacky Ickx és Clay Regazzoni előtt. A Lotus 59 ponttal lett a konstruktőri világbajnok a Ferrari (52) és a March (48) előtt.

## Futamok
| #   | Futam               | Időpont        | Helyszín           | Pályakép | Győztes versenyző  | Konstruktőr  | Összefoglaló |
| --- | ------------------- | -------------- | ------------------ | -------- | ------------------ | ------------ | ------------ |
| 185 | dél-afrikai nagydíj | Március 7.     | Kyalami            |          | Jack Brabham       | Brabham-Ford | Összefoglaló |
| 186 | spanyol nagydíj     | Április 19.    | Jarama             |          | Jackie Stewart     | March-Ford   | Összefoglaló |
| 187 | monacói nagydíj     | Május 10.      | Monaco             |          | Jochen Rindt       | Lotus-Ford   | Összefoglaló |
| 188 | belga nagydíj       | Június 7.      | Spa-Francorchamps  |          | Pedro Rodríguez    | BRM          | Összefoglaló |
| 189 | holland nagydíj     | Június 21.     | Zandvoort          |          | Jochen Rindt       | Lotus-Ford   | Összefoglaló |
| 190 | francia nagydíj     | Július 5.      | Charade            |          | Jochen Rindt       | Lotus-Ford   | Összefoglaló |
| 191 | brit nagydíj        | Július 18.     | Brands Hatch       |          | Jochen Rindt       | Lotus-Ford   | Összefoglaló |
| 192 | német nagydíj       | Augusztus 2.   | Hockenheimring     |          | Jochen Rindt       | Lotus-Ford   | Összefoglaló |
| 193 | osztrák nagydíj     | Augusztus 16.  | Österreichring     |          | Jacky Ickx         | Ferrari      | Összefoglaló |
| 194 | olasz nagydíj       | Szeptember 6.  | Monza              |          | Clay Regazzoni     | Ferrari      | Összefoglaló |
| 195 | kanadai nagydíj     | Szeptember 20. | Mont-Tremblant     |          | Jacky Ickx         | Ferrari      | Összefoglaló |
| 196 | amerikai nagydíj    | Október 4.     | Watkins Glen       |          | Emerson Fittipaldi | Lotus-Ford   | Összefoglaló |
| 197 | mexikói nagydíj     | Október 25.    | Hermanos Rodriguez |          | Jacky Ickx         | Ferrari      | Összefoglaló |

## A bajnokság végeredménye

### Versenyzők
Pontozás:
| Helyezés | 1. | 2. | 3. | 4. | 5. | 6. | 7.-20. |
| -------- | -- | -- | -- | -- | -- | -- | ------ |
| Pont     | 9  | 6  | 4  | 3  | 2  | 1  | 0      |

| Helyezés | Versenyző            | RSA | ESP | MON | BEL | NED | FRA | GBR | GER | AUT | ITA | CAN | USA | MEX | Pontszám |
| -------- | -------------------- | --- | --- | --- | --- | --- | --- | --- | --- | --- | --- | --- | --- | --- | -------- |
| 1        | Jochen Rindt         | 13  | Ki  | 1   | Ki  | 1   | 1   | 1   | 1   | Ki  | NI  |     |     |     | 45       |
| 2        | Jacky Ickx           | Ki  | Ki  | Ki  | 8   | 3   | Ki  | Ki  | 2   | 1   | Ki  | 1   | 4   | 1   | 40       |
| 3        | Clay Regazzoni       |     |     |     |     | 4   |     | 4   | Ki  | 2   | 1   | 2   | 13  | 2   | 33       |
| 4        | Denny Hulme          | 2   | Ki  | 4   |     |     | 4   | 3   | 3   | Ki  | 4   | Ki  | 7   | 3   | 27       |
| 5        | Jackie Stewart       | 3   | 1   | Ki  | Ki  | 2   | 9   | Ki  | Ki  | Ki  | 2   | Ki  | Ki  | Ki  | 25       |
| 6        | Jack Brabham         | 1   | Ki  | 2   | Ki  | 11  | 3   | 2   | Ki  | 13  | Ki  | Ki  | 10  | Ki  | 25       |
| 7        | Pedro Rodríguez      | 9   | Vi  | 6   | 1   | 10  | Ki  | Ki  | Ki  | 4   | Ki  | 4   | 2   | 6   | 23       |
| 8        | Chris Amon           | Ki  | Ki  | Ki  | 2   | Ki  | 2   | 5   | Ki  | 8   | 7   | 3   | 5   | 4   | 23       |
| 9        | Jean-Pierre Beltoise | 4   | Ki  | Ki  | 3   | 5   | 13  | Ki  | Ki  | 6   | 3   | 8   | Ki  | 5   | 16       |
| 10       | Emerson Fittipaldi   |     |     |     |     |     |     | 8   | 4   | 15  | Vi  |     | 1   | Ki  | 12       |
| 11       | Rolf Stommelen       | Ki  | Ki  | NK  | 5   | NK  | 7   |     | 5   | 3   | 5   | Ki  | 12  | Ki  | 10       |
| 12       | Henri Pescarolo      | 7   | Ki  | 3   | 6   | 8   | 5   | Ki  | 6   | 14  | Ki  | 7   | 8   | 9   | 8        |
| 13       | Graham Hill          | 6   | 4   | 5   | Ki  | HN  | 10  | 6   | Ki  |     | Vi  | HN  | Ki  | Ki  | 7        |
| 14       | Bruce McLaren        | Ki  | 2   | Ki  |     |     |     |     |     |     |     |     |     |     | 6        |
| 15       | Reine Wisell         |     |     |     |     |     |     |     |     |     |     |     | 3   | HN  | 4        |
| 16       | Mario Andretti       | Ki  | 3   |     |     |     |     | Ki  | Ki  | Ki  |     |     |     |     | 4        |
| 17       | Ignazio Giunti       |     |     |     | 4   |     | 14  |     |     | 7   | Ki  |     |     |     | 3        |
| 18       | John Surtees         | Ki  | Ki  | Ki  |     | 6   |     | Ki  | 9   | Ki  | Ki  | 5   | Ki  | 8   | 3        |
| 19       | John Miles           | 5   | NK  | NK  | Ki  | 7   | 8   | Ki  | Ki  | Ki  | Vi  |     |     |     | 2        |
| 20       | Jackie Oliver        | Ki  | Ki  | Ki  | Ki  | Ki  | Ki  | Ki  | Ki  | 5   | Ki  | HN  | Ki  | 7   | 2        |
| 21       | Johnny Servoz-Gavin  | Ki  | 5   | NK  |     |     |     |     |     |     |     |     |     |     | 2        |
| 22       | François Cevert      |     |     |     |     | Ki  | 11  | 7   | 7   | Ki  | 6   | 9   | Ki  | Ki  | 1        |
| 23       | Peter Gethin         |     |     |     |     | Ki  |     |     | Ki  | 10  | HN  | 6   | 14  | Ki  | 1        |
| 24       | Dan Gurney           |     |     |     |     | Ki  | 6   | Ki  |     |     |     |     |     |     | 1        |
| 25       | Derek Bell           |     |     |     | Ki  |     |     |     |     |     |     |     | 6   |     | 1        |
| 26       | Jo Siffert           | 10  | NK  | 8   | 7   | Ki  | Ki  | Ki  | 8   | 9   | Ki  | Ki  | 9   | Ki  | 0        |
| 27       | Ronnie Peterson      |     |     | 7   | HN  | 9   | Ki  | 9   | Ki  |     | Ki  | HN  | 11  |     | 0        |
| 28       | Andrea de Adamich    |     | NK  | NK  |     | NK  | HN  | Ki  | NK  | 12  | 8   | Ki  | NK  |     | 0        |
| 29       | John Love            | 8   |     |     |     |     |     |     |     |     |     |     |     |     | 0        |
| 30       | George Eaton         | Ki  | NK  | NK  |     | Ki  | 12  | Ki  |     | 11  | Ki  | 10  | Ki  |     | 0        |
| 31       | Peter de Klerk       | 11  |     |     |     |     |     |     |     |     |     |     |     |     | 0        |
| 32       | Dave Charlton        | 12  |     |     |     |     |     |     |     |     |     |     |     |     | 0        |
| —        | Piers Courage        | Ki  | NI  | HN  | Ki  | Ki  |     |     |     |     |     |     |     |     | 0        |
| —        | Tim Schenken         |     |     |     |     |     |     |     |     | Ki  | Ki  | HN  | Ki  |     | 0        |
| —        | Pete Lovely          |     |     |     |     | NK  | NK  | HN  |     |     |     |     | NK  |     | 0        |
| —        | Silvio Moser         |     |     |     |     | NK  | NK  |     | NK  | Ki  | NK  |     |     |     | 0        |
| —        | Jo Bonnier           |     |     |     |     |     |     |     |     |     | NK  |     | Ki  |     | 0        |
| —        | Gus Hutchison        |     |     |     |     |     |     |     |     |     |     |     | Ki  |     | 0        |
| —        | Alex Soler-Roig      |     | NK  |     |     |     | NK  |     |     |     |     |     |     |     | 0        |
| —        | Brian Redman         |     |     |     |     |     |     |     | NK  |     |     |     |     |     | 0        |
| —        | Hubert Hahne         |     |     |     |     |     |     |     | NK  |     |     |     |     |     | 0        |
| —        | Nanni Galli          |     |     |     |     |     |     |     |     |     | NK  |     |     |     | 0        |
| —        | Peter Westbury       |     |     |     |     |     |     |     |     |     |     |     | NK  |     | 0        |
| Helyezés | Versenyző            | RSA | ESP | MON | BEL | NED | FRA | GBR | GER | AUT | ITA | CAN | USA | MEX | Pontszám |

### Konstruktőrök
| Helyezés | Gyártó             | Modell         | Motor             | Gumi | Győzelmek | Dobogó | Első rh. | Leggy. kör | Pont   |
| -------- | ------------------ | -------------- | ----------------- | ---- | --------- | ------ | -------- | ---------- | ------ |
| 1        | Lotus-Ford         | 49C 72 72B 72C | Ford Cosworth DFV | F    | 6         | 7      | 3        | 1          | 59     |
| 2        | Ferrari            | 312B           | Ferrari 001       | F    | 4         | 9      | 5        | 8          | 52(55) |
| 3        | March-Ford         | 701            | Ford Cosworth DFV | F    | 1         | 8      | 3        | 1          | 48     |
| 4        | Brabham-Ford       | BT33           | Ford Cosworth DFV | G    | 1         | 5      | 1        | 4          | 35     |
| 5        | McLaren-Ford       | M14A           | Ford Cosworth DFV | G    | 0         | 5      | 0        | 1          | 35     |
| 6        | Matra              | MS120          | Matra MS12        | F    | 0         | 3      | 0        | 0          | 23     |
| 7        | BRM                | P139 P153      | BRM P142          | D    | 1         | 2      | 0        | 0          | 23     |
| 8        | Surtees-Ford       | TS7            | Ford Cosworth DFV | F    | 0         | 0      | 0        | 0          | 3      |
| —        | McLaren-Alfa Romeo | M7D M14D       | Alfa Romeo T33    | G    | 0         | 0      | 0        | 0          | 0      |
| —        | Tyrrell-Ford       | 001            | Ford Cosworth DFV | D    | 0         | 0      | 1        | 0          | 0      |
| —        | Bellasi-Ford       | F1             | Ford Cosworth DFV | G    | 0         | 0      | 0        | 0          | 0      |
| —        | De Tomaso-Ford     | 505/38         | Ford Cosworth DFV | D    | 0         | 0      | 0        | 0          | 0      |